# Politica di Malta
Il sistema politico di Malta è improntato ad una repubblica democratica rappresentativa parlamentare dove il capo di Stato è il Presidente, eletto dal Parlamento e detentore del potere esecutivo, che a sua volta nomina il Primo ministro tra i membri del Parlamento e gli altri componenti del Gabinetto dei ministri. Il Parlamento è di tipo monocamerale ed è detentore del potere legislativo. Il potere giudiziario è esercito dalla magistratura, guidata da un Chief justice nominato dal Presidente dietro approvazione del Parlamento.
L'ordinamento del paese ha subito una discreta influenza da quello del Regno Unito, Stato da cui ha dichiarato l'indipendenza nel 1964, e presenta infatti caratteristiche tipiche del sistema Westminster.

## Potere legislativo
Il potere legislativo è detenuto dal Parlamento che ai sensi del Capitolo VI della Costituzione è composto da una Camera dei rappresentanti con 65 membri, eletti col sistema del voto singolo trasferibile ogni cinque anni, e dal Presidente, eletto a sua volta dalla Camera dei deputati ogni cinque anni.

## Potere esecutivo

### Governo di Malta
Il primo ministro è Robert Abela, leader del Partito Laburista.
I ministri, coerentemente con il Modello Westminster sono scelti tra i membri del parlamento iscritti al partito di maggioranza.
Il Presidente della Repubblica è eletto dal Parlamento ogni cinque anni. Attualmente è George William Vella.
| Ministro                                                                               | Nome                    | Partito           |
| -------------------------------------------------------------------------------------- | ----------------------- | ----------------- |
| Ministro degli affari esteri e dell'Unione Europea                                     | Evarist Bartolo         | Partito Laburista |
| Ministro delle finanze e dei servizi finanziari                                        | Ewdard Scicluna         | Partito Laburista |
| Ministro degli affari interni, della sicurezza nazionale e del rispetto delle leggi    | Byron Camilleri         | Partito Laburista |
| Ministro per Gozo                                                                      | Clint Camilleri         | Partito Laburista |
| Ministro dei trasporti, delle infrastrutture e delle grandi opere                      | Ian Borg                | Partito Laburista |
| Ministro del turismo                                                                   | Julia Farrugia Portelli | Partito Laburista |
| Ministro dell'ambiente, dello sviluppo del territorio e del cambiamento climatico      | Aaron Farrugia          | Partito Laburista |
| Ministro dell'economia, degli investimenti e delle piccole imprese                     | Silvio Schembri         | Partito Laburista |
| Ministro della sanità                                                                  | Chris Fearne            | Partito Laburista |
| Ministro della giustizia, dell'uguaglianza e della governance                          | Edward Zammit Lewis     | Partito Laburista |
| Ministro dell'energia e delle acque                                                    | Michael Farrugia        | Partito Laburista |
| Ministro del patrimonio nazionale, delle arti e delle collettività locali              | José Herrera            | Partito Laburista |
| Ministro dell'agricoltura, della pesca, dei diritti degli animali e dei consumi        | Anton Refalo            | Partito Laburista |
| Ministro senza portafoglio (con delega allo sviluppo sostenibile e al dialogo sociale) | Carmelo Abela           | Partito Laburista |
| Ministro della famiglia, dell'infanzia e della solidarietà sociale                     | Michael Falzon          | Partito Laburista |
| Ministro dell'housing sociale                                                          | Roderick Galdes         | Partito Laburista |

## Partiti politici
Il primo partito della Repubblica di Malta è il Partito Laburista (Partit Laburista) di cui fa parte il capo del governo Robert Abela e che conta 104 deputati all'interno del Parlamento a seguito delle elezioni del giugno 2017, dove ha ottenuto 170.976 voti (pari al 55,04%).
L'altro grande partito è il Partito Nazionalista (Partit Nazzjonalista), guidato da Bernard Grech, che oggi conta 30 rappresentanti nel Parlamento, dopo aver ottenuto 135.696 voti (pari al 43,68%) nella coalizione Forza Nazionale.
Altri partiti sono AD+PD, nato in seguito alla fusione del Partito Democratico (Partit Demokratiku) con Alternativa Democratica (Alternattiva Demokratika), Imperium Europa e il Partito Comunista Maltese, nessuno dei quali conta una propria rappresentanza in parlamento.